# Vilneanka, Korostîșiv
Vilneanka (în ucraineană Вільнянка) este localitatea de reședință a comunei Vilneanka din raionul Korostîșiv, regiunea Jîtomîr, Ucraina.

## Demografie
Componența lingvistică a localității Vilneanka
     Ucraineană (98,26%)
     Rusă (1,74%)
Conform recensământului din 2001, majoritatea populației localității Vilneanka era vorbitoare de ucraineană (98,26%), existând în minoritate și vorbitori de rusă (1,74%).